# 1983年航空
此條目列出1983年發生有關航空運輸的事件。

## 事件

### 1月
- 法国同意向伊拉克提供五架能够发射飞鱼反舰导弹的超級軍旗攻擊機。[1]

### 10月
- 10月22日：福建省厦门市廈門高崎國際機場啟用。